# Lista de Membros Correspondentes da Academia Brasileira de Ciências Empossados entre 1942 e 1966
Esta lista contém os nomes dos membros correspondentes da Academia Brasileira de Ciências empossados no período entre 1942 e 1966 da ABC. 
| Imagem | Nome                | Datas de nascimento e falecimento              | Local de nascimento    | Área de especialização | Alma mater                           | Data de posse          | Conhecido por | Referências |
| ------ | ------------------- | ---------------------------------------------- | ---------------------- | ---------------------- | ------------------------------------ | ---------------------- | --- | ----------- |
|        | Chen Ning Yang      | 22 de setembro de 1922                         | Hefei, China           | Ciências Físicas       | LIANDA, China                        | 29 de novembro de 1960 | Teoria de Yang-Mills, equação de Yang–Baxter, Recebeu o Prêmio Nobel de Física (1957).                                                                                             | [ 2 ]       |
|        | Newton Ennis Morton | 21 de dezembro de 1929 07 de fevereiro de 2018 | Camden, EUA            | Ciências Biológicas    | Universidade do Havaí, EUA           | 17 de dezembro de 1963 | | [ 3 ]       |
|        | Stephen Smale       | 15 de julho de 1930                            | Flint, EUA             | Ciências Matemáticas   | Universidade de Michigan, EUA        | 17 de dezembro de 1963 | Recebeu a Medalha Fields (1966) Orientou os acadêmicos César Camacho e Jacob Palis teorema do h-cobordismo demonstração da Conjectura de Poincaré para dimensão maior ou igual a 5 | [ 4 ]       |
|        | Benjamin Gilbert    | 27 de setembro de 1929 09 de fevereiro de 2024 | Felixstowe, Inglaterra | Ciências Químicas      | Universidade de Bristol, Reino Unido | 27 de dezembro de 1966 | | [ 5 ] [ 6 ] |